# Charles d'Angennes
Charles d'Angennes (1577 - 6 februari 1652) was een Frans edelman en diplomaat.
Hij was de zoon van Nicolas d'Angennes, ambassadeur van achtereenvolgens Karel IX, Hendrik III en Hendrik IV van Frankrijk. Net als zijn vader werd Charles d'Angennes diplomaat en hij onderhandelde twee verdragen tussen het koninkrijk Frankrijk en het hertogdom Savoye. In 1612 werd de heerlijkheid Rambouillet, waar hij zijn kasteel had, verheven tot markizaat door koning Lodewijk XIII. Zo wilde regentes Maria de' Medici Angennes belonen voor zijn trouw.
Hij huwde in 1600 met Catherine de Vivonne, als salonnière bekend als Madame de Rambouillet. Samen kregen zij zeven kinderen, waaronder de salonnière Julie d'Angennes.